# Henrietta av England
Henrietta Anne Stuart av England, född 16 juni 1644 i Exeter, död 30 juni 1670, på franska kallad Henriette d'Angleterre, och var ibland familjärt känd som Minette, var en fransk prinsessa, hertiginna av Orléans; gift med den franske prinsen hertig Filip av Frankrike, hertig av Orléans. Hon var yngsta dotter till kung Karl I av England och Henrietta Maria av Frankrike.

## Biografi

### Uppväxt
Henrietta föddes på Bedford House i Exeter under det engelska inbördeskriget 1644, dit hennes mor kort före födelsen hade flytt när hon tvingats lämna Oxford i maj. Hon överlämnades efter födseln till Lady Dalkeith av hennes mor, som strax därpå lämnade England och reste till Frankrike. Henrietta återförenades i juli med sina föräldrar, som lät döpa henne i Exeter 21 juli; hon fördes därefter till Oatlands Palace utanför London, där hon sedan lämnades i Dalkeiths vård av sina föräldrar. I juni 1646 vägrade Lady Dalkeith att överlämna Henrietta till parlamentets våd och flydde istället till Frankrike utklädd till man, och överlämnade henne till hennes mor. 
I Frankrike hade hennes mor mottagits av sin svägerska, änkedrottning-regenten Anna av Österrike, som gav hennes och hennes dotter bostad i Louvren och Château de Saint-Germain-en-Laye och en pension på 30 000 livres. De levde dock under ganska små omständigheter, eftersom modern gav det mesta av sitt underhåll för att stödja maken i det engelska inbördeskriget. Dessutom pågick fronden i Frankrike. I februari 1649 meddelades de att Karl I av England hade förlorat det engelska inbördeskriget och halshuggits, och att England blivit republik. 
I Frankrike slutade dock fronden med kunglig seger. Henriettas katolska mor beslutade att hennes dotter, som döpts till protestant i England, skulle uppfostras till katolik. 
Henrietta växte upp med sin mor i en våning i Louvren, men Som medlemmar av en avsatt kungafamilj ansågs de inte intressanta och umgicks inte vid hovet; de fick tidvis så lite pengar att modern fick sälja sina smycken och inte kunde köpa kläder, men Henrietta tycks ha fått en god utbildning.

### Hertiginna av Orléans
Då hon var 17 år gammal, 1661, gifte hon sig med sin kusin Filip I, hertig av Orléans, son till hennes morbror Ludvig XIII av Frankrike och ende bror till Ludvig XIV av Frankrike. 
Hennes mor föreslog tidigt för sin svägerska Anna av Österrike att Henrietta skulle gifta sig med sin kusin Ludvig XIV, men förslaget avslogs. det var sedan länge planerat att Ludvig XIV skulle gifta sig med Annas brorsdotter Maria Theresia, och Henriettas status som landsflyktig dotter till en avsatt kung gav inga fördelar. 
I juni 1660 ägde vigseln mellan Ludvig XIV och Maria Theresia av Spanien rum, och därefter togs frågan upp om vem kungens bror skulle gifta sig med. 
Henrietta, som länge levt i Frankrike, uppfattades som ett bekvämt och praktiskt val, och Filip visade sig villig att gifta sig med henne. När monarkin i England återupprättades och hennes bror besteg den engelska tronen, fick hon plötsligt politisk betydelse, och Henrietta och hennes mor lämnade Frankrike för att återvända till England för första gången sedan upprättandet av monarkin i oktober.  
Den 22 november 1660 framlades det officiella frieriet. Det har sagts att detta var det första självständiga politiska beslut av vikt som Ludvig XIV tog, efter att han fram till kardinal Mazarins död samma år överlämnat politiken åt denne. 
I januari återvände Henrietta till Frankrike. Äktenskapskontraktet undertecknades i Palais Royal 30 mars 1661, och vigseln ägde rum dagen därpå. Som gift fick hon titeln Madame, la duchesse d'Orléans. 
Henrietta och Filip hade ett komplicerat förhållande. Filip föredrog män, särskilt Chevalier de Lorraine,  men han accepterade att ha samlag med henne regelbundet för reproduktionens skull. Från 1666 levde Filips älskare Chevalier de Lorraine öppet tillsammans med paret i deras gemensamma hushåll. Själv uppgavs Henrietta ha haft ett förhållande både med greve de Guiche och med sin svåger, kung Ludvig XIV. 
Ludvig XIV stod sin svägerska mycket nära, och skvaller utpekade honom som far till hennes döttrar. Både Louise de la Vallière och Madame de Montespan var ursprungligen hovdamer hos Henrietta, och hon uppmuntrade 1661 förhållandet mellan kungen och Louise de la Vallière för att tysta ryktena kring henne själv och Ludvig. Ludvig sörjde mer vid hennes död än vad Filip gjorde, vilket även det bidrog till de ryktena. 
Henrietta gjorde stor succé när hon presenterades vid det franska hovet på Slottet i Fontainebleau efter sitt bröllop. Hon beskrivs som vacker och kvick och bröt gärna mot etiketten med sin djärvhet, och blev en populär centralfigur i hovets sällskapsliv. Vid tiden för sin brors äktenskap hade Ludvig XIV sedan ett år varit gift i ett arrangerat äktenskap med Maria Theresia, som beskrivs som tråkig, reserverad och noga med etiketten, och han uppges ha börjat tröttna på henne. Han blev attraherad över den kontrast till hans hustru hans svägerska utgjorde och började uppvakta henne. Hans öppna uppvaktning gjorde att både hans bror och hustru klagade för hans mor, som tillrättavisade honom för att uppvakta sin egen svägerska.
För att dämpa skvallret när han besökte Henrietta beslöt de att han istället skulle låtsas bli förälskad i och uppvakta en av hennes hovfröknar, Louise de la Vallière; något som resulterade i att han istället blev uppriktigt förälskad i denna. 
Det finns ingenting som tydligt tyder på att Ludvig XIV och Henrietta fullbordade sin förbindelse fysiskt, men det noteras att hon blev upprörd då han övergav henne för Louise de la Vallière. 
Henrietta är främst känd genom sin brevväxling med sin bror Karl II av England, som hon stod mycket nära. Tillsammans med brodern hjälpte hon till med förhandlingarna kring det hemliga Doverfördraget 1670, som var en offensiv och defensiv militärallians mellan England och Frankrike. 
Hon avled på palatset i Saint-Cloud, nära Paris, den 30 juni, 1670, bara två veckor efter att fördraget skrivits under.

### Död
Då hon dog trodde många att hon hade blivit förgiftad av vänner till hennes makes svartsjuke älskare och landsförvisade gunstling Chevalier de Lorraine. Obduktionen visade dock att Henrietta Anna hade avlidit av bukhinneinflammation orsakad av ett magsår. 
Fortfarande kvarstod dock oklarheter. En bukinflammation skulle ha förorsakat smärta en lång tid innan, men Henrietta var omvittnat frisk ända fram till den dag hon plötsligt dog. Misstankarna om mord kvarstod och har aldrig kunnat bevisas.

## Barn
1. Marie Louise d'Orléans (27 mars 1662 – 12 februari 1689), gift med Karl II av Spanien 18 november 1679.
2. Philippe Charles, hertig av Valois (16 juli 1664 – 8 december 1666)
3. Anna Maria d'Orléans (27 augusti 1669 – 26 augusti 1728). gift med Viktor Amadeus II av Savojen 10 april 1684. Från dem härstammar de jakobitiska tronpretendenterna efter 1807.
4. En dödfödd dotter (9 juli 1665).
5. Fyra missfall 1663, 1666, 1667 och 1668.

## Galleri

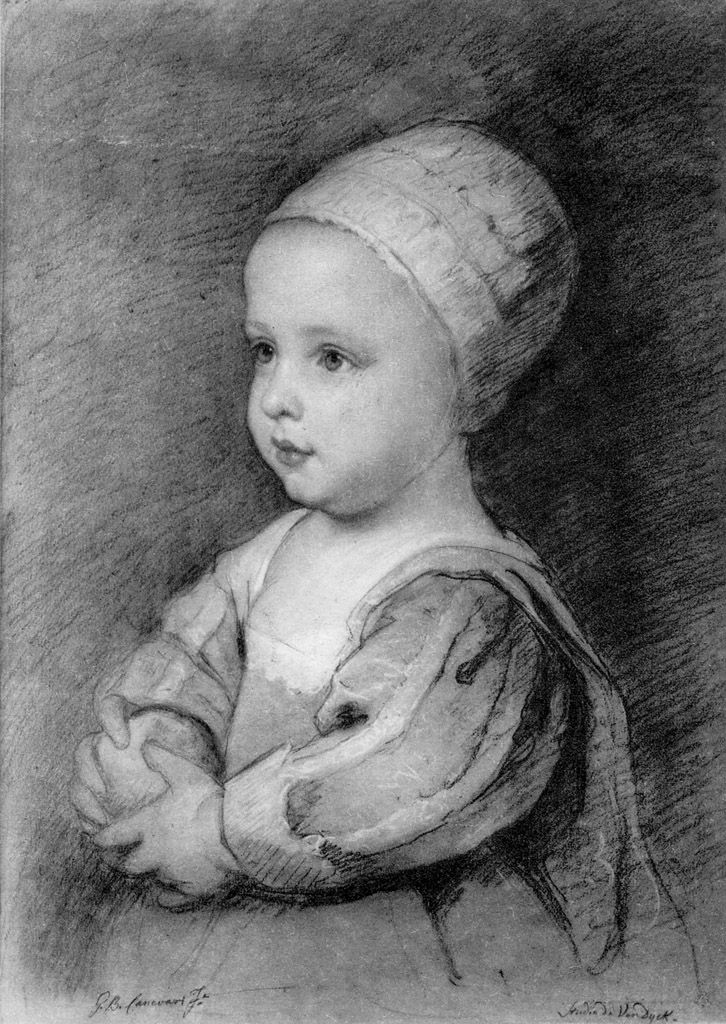
Henrietta Anne som barn. Teckning av Anthony van Dyck.